# 479 هـ
479 هـ هي سنة في التقويم الهجري امتدت مقابلةً في التقويم الميلادي بين سنتي 1086 و1087.

## أحداث
- معركة الزلاقة

## مواليد
- أبو الفتح الشهرستاني

## وفيات
- أبو نصر الزينبي